# Phase5

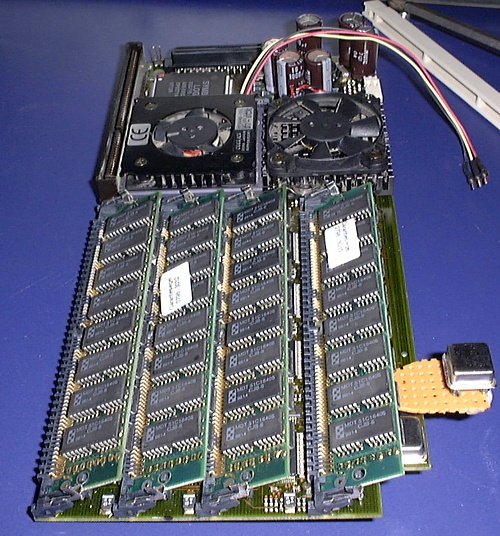
Плата ускорителя CyberStorm PPC604e

Phase5 Digital Products — ныне не существующая компания, производитель аппаратного обеспечения для компьютеров Amiga. Наиболее известным продуктом были процессорные платы повышенной производительности (акселераторы), заменяющие процессор, добавляющие память (FastRAM) и, как правило, часы реального времени. В большинстве из них использовались процессоры семейства Motorola 68K, но в позднейших продуктах, BlizzardPPC и CyberStormPPC, использовались процессоры PowerPC совместно с Motorola 68040 либо 68060, причём оба ЦПУ совместно использовали общее адресное пространство.
Акселераторы на PowerPC работали нестандартно: встроенный центральный процессор m68k мог работать одновременно с процессором PowerPC. Эта архитектура являлась вынужденной вследствие того факта, что AmigaOS была написана для m68k и для запуска непосредственно на PowerPC требовала ещё не разработанного на тот момент эмулирующего ПО. Подобное проектное решение страдало от необходимости очищать кеш-память процессоров между переключениями контекста с кода для m68k на код для PowerPC, и обратно, а программы содержащие смешанный m68k/PowerPC код часто оказывались из-за этого нестабильными. Минимизация контекстных переключений и создание смешанных исполняемых файлов требовало больших усилий и планирования, что сделало их использование непопулярным. Аналогичное решение со смешанными файлами использовалось компанией Apple на Macintosh и называлось FAT («толстые» приложения).
Phase5 разработала микропрограмму PowerUP написанную в коде PowerPC и позволяющую исполнять AmigaOS для m68k. Фактически, программист мог использовать процессор PowerPC в качестве сопроцессора. Немецкая компания Haage & Partner разработала ядро с состязательной многозадачностью названное WarpOS для акселераторов Phase5 с PowerPC, которые работали аналогично, но их микропрограммы не были совместимы с решением PowerUP.
Несмотря на планы по выпуску обновлённых плат с PowerPC G3, Phase5 прекратила деятельность в 2000 году, вскоре после состоявшегося 22 июля 1999 года совместного с компанией QNX Software Systems анонса о создании альтернативы официальному компьютеру Amiga, ставшей известной под названием AMIRAGE K2.
Наиболее частым современным упоминанием Phase5 является версия Linux портированная на компьютер APUS (Amiga PowerUp System). Платы Phase5 с PowerPC также могут работать под управлением AmigaOS 4 и MorphOS.
Большинство практических навыков и опыта Phase5 были сохранены в новой компании bPlan, которая в партнёрстве с Genesi производит компьютеры Pegasos, финальную реализацию нескольких попыток построения альтернативной производительной платформы программно совместимой с классической Amiga.

## История компании
Phase5 была основана в 1992 году как подразделение компании AS&S (Advanced Systems & Software) Вольфом Дитрихом (Wolf Dietrich) и Джеральдом Карда (Gerald Carda), которые были собственниками AS&S. Phase5 сконцентрировалась на разработке аппаратного обеспечения для Amiga, в основном на платах ускорителей, SCSI-контроллерах и графических картах.
Компания Phase5 Elektronikfertigungs GmbH (производство аппаратного обеспечения) была основана в 1996 году как подразделение, производившее с этого времени все расширения Phase5.
9 февраля 2000 года компания начала процедуру банкротства и 27 апреля того же года была ликвидирована. Компания DCE приобрела лицензии перед ликвидацией и производила некоторые продукты Phase5 под собственным именем. A\Box — концепт полноценного компьютера запланированный на 1997 год и основанный на заказных микросхемах, хоть и был запланирован, но так никогда и не был выпущен.